# رقعة زرقاء (فلم)
رقعة زرقاء  (بالإنجليزية: A Patch of Blue) هو فيلم رومانسي تم إنتاجه في الولايات المتحدة وصدر في سنة 1965.

## القصة
يدور الفيلم حول صداقة عميقة نشأت بين فتاة بيضاء وعمياء غير متعلمة وشاب أسود البشرة، الذي يصبح مصمما على مساعدتها للهروب من حياتها المنزلية الفقيرة والمسيئة من خلال تعريفها بالعالم الخارجي.

## بطولة
- سيدني بواتييه
- شيلي وينترز

## الميزانية والإيرادات
بلغت تكلفة إنتاج الفيلم حوالي 800,000 دولار بينما حقق أرباحا تقدر بـ 6,750,000 دولار.

### ترشيحات وجوائز
| السنة | الحدث          | الفئة                   | النتيجة  |
| ----- | -------------- | ----------------------- | -------- |
|       | جائزة الأوسكار | أفضل ممثلة في دور مساعد | فـــــوز |

## وصلات خارجية
- مقالات تستعمل روابط فنية بلا صلة مع ويكي بيانات